# Эстрада, Эмилио
Эмилио Антонио Херонимо Эстрада Кармона (исп. Emilio Antonio Jerónimo Estrada Carmona, 28 мая 1855 — 21 декабря 1911) — эквадорский политик, президент Эквадора.

## Биография
Родился в 1855 году в Кито. Его отец Николас Эстрада был мелким чиновником в правительстве Хосе Марии Урбины, и крёстными ребёнка стали президент с супругой. Получил образование в Гуаякиле в Колледже Сан-Винсент.
Воевал против Игнасио де Вейнтимильи на стороне Элоя Альфаро в сражении при Мапасинке в июне 1883 года, впоследствии партизанил против Хосе Пласидо Кааманьо.
Шесть раз становился губернатором провинции Гуаяс. Был членом комиссии по ликвидации последствий Великого пожара в Гуаякиле 1896 года.
В 1911 году Эмилио Эстрада одержал сокрушительную победу на президентских выборах, набрав 93,9 % голосов. Так как Элой Альфаро не хотел, чтобы Эстрада сменил его на президентском посту, он начал изобретать всяческие препятствия, и когда дело дошло до политических убийств — возмущённые сторонники Эстрады подняли восстание и в августе 1911 года свергли Альфаро, вынудив того бежать из страны.
1 сентября 1911 года Эмилио Эстрада вступил в должность президента. Однако вскоре у него начались серьёзные проблемы со здоровьем, и фактически обязанности главы исполнительной власти стал исполнять вместо него Карлос Фрейле Сальдумбиде. 21 декабря 1911 года Эмилио Эстрада скончался.